# Healy (Alaska)
Healy is een plaats (census-designated place) in de Amerikaanse staat Alaska, en valt bestuurlijk gezien onder Denali Borough.

## Demografie
Bij de volkstelling in 2000 werd het aantal inwoners vastgesteld op 1000.

## Geografie
Volgens het United States Census Bureau beslaat de plaats een oppervlakte van
1733,6 km², waarvan 1732,7 km² land en 0,9 km² water.

## Plaatsen in de nabije omgeving
De onderstaande figuur toont nabijgelegen plaatsen in een straal van 72 km rond Healy.